# Monstercat
Monstercat  (ранее известный как Monstercat Media) — канадский независимый лейбл электронной танцевальной музыки, базирующийся в Ванкувере, Британская Колумбия. В 2011 году лейбл начал выпускать новую музыку на трёхнедельной основе; в 2018 году она была изменена на четыре новых релиза в неделю. В 2021, с введением третьего подлейбла, Monstercat Silk, стало шесть релизов в неделю.

## История
Лейбл Monstercat Media был основан 1 июля 2011 года Майком Дарлингтоном и Ари Пауноненом, двумя студентами из Ватерлоо, Онтарио. В тот же день на сервисе YouTube был создан одноимённый канал, который служил средой для продвижения музыкальных композиций друзей.
В июне 2017 года Monstercat объявил о выпуске альбома «Rocket League x Monstercat Vol. 1, включающего в себя 18 песен от разных композиторов, которые ранее подписывали песни в Monstercat, включая Slushii, Aero Chord и Vicetone. Альбом был выпущен 5 июля 2017 года. В этот же отрезок времени на платформе Pluto TV был запущен телеканал Monstercat TV, специализирующийся на показе музыкальных миксов ведущих диджеев.
В июле 2017 года Monstercat выиграл «Лучшую прорывную этикетку» DJ Mag, конкурируя с другими лейблами, такими как Discwoman, Tuskegee Music, Perspectives Digital и Honey Soundsystem.
В ноябре 2017 года Monstercat получил первый сертифицированный платиновый альбом лейбла для песни «Alone by Marshmello» в 2016 году. В электронном письме к журналу Billboard Майк Дарлингтон заявил:
«Работа над Alone была чрезвычайно уникальным опытом для команды, поскольку маркетинговые усилия продолжались более шести месяцев и подтолкнули границы того, что мы знали, как общая стратегия выпуска.
Сочетание замечательной / запоминающейся записи, отличного видеоролика с видеороликами, уникального маркетинга для потенциальных покупателей, потрясающей поддержки DSP и очень специализированной цифровой и наземной радио-кампании запустило эту запись в центр внимания. Я так благодарен за то, что я был частью всего этого, и очень горжусь всем успехом, которое Маршмелло добился за последние пару лет».
В декабре 2017 года журнал Billboard назвал Monstercat одним из пяти лучших независимых танцевальных лейблов.
1 января 2018 года Monstercat объявил о разделении лейбла на два потока — «Uncaged» и «Instinct». Первый занимается выпуском преимущественно басовых композиций, второй более склонен к поп-музыке. В этот же день было объявлено об изменении количества выпускаемых релизов в неделю — вместо трёх их стало четыре.
В январе 2019 года лейбл верифицировал и одобрил работу фанатского сообщества ВКонтакте.
Сегодня Monstercat подписывает артистов на однопутной основе, позволяя им перемещаться между лейблами и брендами без эксклюзивного контракта.
В феврале 2020 года на сервисе YouTube канал "Monstercat Silk" выпустил трейлер канала.

## Композиторы
- Aaron Richards
- Aether
- AU5
- Aiobahn
- AMIDY
- Apriskah Архивная копия от 26 февраля 2021 на Wayback Machine
- Bad Computer Архивная копия от 24 января 2021 на Wayback Machine
- Bear Grillz
- Bishu Архивная копия от 24 января 2021 на Wayback Machine
- Bossfight Архивная копия от 24 февраля 2022 на Wayback Machine
- Brandyn Burnette Архивная копия от 3 февраля 2021 на Wayback Machine
- Conro
- Crankdat
- CHYL
- CloudNone Архивная копия от 7 марта 2021 на Wayback Machine
- Darren Styles
- Delta Heavy
- Deorro
- Desert Star
- Didrick
- Dion Timmer
- Dillon Francis
- Direct
- Dirty Audio
- Dirtyphonics
- Droptek
- Duumu
- dwilly
- Dyro
- Ephixa
- Eptic
- Feint
- F.O.O.L
- Flite
- FWLR
- Gammer
- Gent & Jawns
- Grabbitz
- Grant
- Habstrakt
- Half an Orange
- HALIENE
- INTERCOM
- Infected Mushroom
- inverness
- Jay Cosmic
- Julian Calor
- Jupe
- Justin OH
- Kage
- Kill Paris
- Koven
- KUURO (Juventa и Luke Shipstad of Suspect 44)
- Lets Be Friends
- Lookas
- Lil Hank
- LVTHER (также известен как TwoThirds)
- Matroda
- Maazel
- Mazare
- Memtrix
- Modestep
- Marshmello
- Mr FijiWiji
- MUZZ (Ранее известный как Muzzy)
- MYLK
- MYRNE
- Nitro Fun
- Noisestorm
- Nonsens
- Notaker
- Pegboard Nerds
- Protostar
- Pixel Terror
- Rameses B
- Reach
- REAPER
- Rickyxsan
- RIOT
- Rogue
- San Holo
- Savoy
- ShockOne
- Slander
- Slippy (ранее Slips & Slurs)
- SMLE
- Snavs
- SOULJI
- soupandreas
- Stephen
- Stephen Walking
- Stonebank
- Subtact
- Sullivan King
- Slushii
- Tails
- Taska Black
- The Night (Daniel Stephens и Alana Watson of Nero)
- TheFatRat
- Throttle
- Tisoki
- Tokyo Machine
- Tony Romera
- Tristam
- Trivecta
- Varien
- Vicetone
- Vorso
- WRLD
- Xilent

## Подборки

### Основная серия подборок
- Monstercat 001 – Launch Week (2011) Архивная копия от 16 марта 2021 на Wayback Machine
- Monstercat 002 – Early Stage (2011) Архивная копия от 30 сентября 2020 на Wayback Machine
- Monstercat 003 – Momentum (2011) Архивная копия от 16 марта 2021 на Wayback Machine
- Monstercat 004 – Identity (2011) Архивная копия от 16 марта 2021 на Wayback Machine
- Monstercat 005 – Evolution (2012) Архивная копия от 16 марта 2021 на Wayback Machine
- Monstercat 006 – Embrace (2012) Архивная копия от 16 марта 2021 на Wayback Machine
- Monstercat 007 – Solace (2012) Архивная копия от 16 марта 2021 на Wayback Machine
- Monstercat 008 – Anniversary (2012) Архивная копия от 16 марта 2021 на Wayback Machine
- Monstercat 009 – Reunion (2012) Архивная копия от 16 марта 2021 на Wayback Machine
- Monstercat 010 – Conquest (2012) Архивная копия от 16 марта 2021 на Wayback Machine
- Monstercat 011 – Revolution (2012) Архивная копия от 8 ноября 2020 на Wayback Machine
- Monstercat 012 – Aftermath (2013) Архивная копия от 16 марта 2021 на Wayback Machine
- Monstercat 013 – Awakening (2013) Архивная копия от 16 марта 2021 на Wayback Machine
- Monstercat 014 – Discovery (2013) Архивная копия от 16 марта 2021 на Wayback Machine
- Monstercat 015 – Outlook (2013) Архивная копия от 16 марта 2021 на Wayback Machine
- Monstercat 016 – Expedition (2014) Архивная копия от 16 марта 2021 на Wayback Machine
- Monstercat 017 – Ascension (2014) Архивная копия от 16 марта 2021 на Wayback Machine
- Monstercat 018 – Frontier (2014) Архивная копия от 16 марта 2021 на Wayback Machine
- Monstercat 019 – Endeavour (2014) Архивная копия от 16 марта 2021 на Wayback Machine
- Monstercat 020 – Altitude (2014) Архивная копия от 8 ноября 2020 на Wayback Machine
- Monstercat 021 – Perspective (2015) Архивная копия от 9 ноября 2020 на Wayback Machine
- Monstercat 022 – Contact (2015) Архивная копия от 16 марта 2021 на Wayback Machine
- Monstercat 023 – Voyage (2015) Архивная копия от 16 марта 2021 на Wayback Machine
- Monstercat 024 – Vanguard (2015) Архивная копия от 8 ноября 2020 на Wayback Machine
- Monstercat 025 – Threshold (2015) Архивная копия от 16 марта 2021 на Wayback Machine
- Monstercat 026 – Resistance (2016) Архивная копия от 8 ноября 2020 на Wayback Machine
- Monstercat 027 – Cataclysm (2016) Архивная копия от 16 марта 2021 на Wayback Machine
- Monstercat 028 – Uproar (2016) Архивная копия от 12 августа 2020 на Wayback Machine
- Monstercat 029 – Havoc (2016) Архивная копия от 12 августа 2020 на Wayback Machine
- Monstercat 030 – Finale (2017) Архивная копия от 12 ноября 2020 на Wayback Machine

#### Серия подборок Uncaged
- Monstercat Uncaged Vol. 1 (2017) Архивная копия от 11 ноября 2020 на Wayback Machine
- Monstercat Uncaged Vol. 2 (2017) Архивная копия от 9 ноября 2020 на Wayback Machine
- Monstercat Uncaged Vol. 3 (2017) Архивная копия от 11 ноября 2020 на Wayback Machine
- Monstercat Uncaged Vol. 4 (2018) Архивная копия от 13 ноября 2020 на Wayback Machine
- Monstercat Uncaged Vol. 5 (2018) Архивная копия от 9 ноября 2020 на Wayback Machine
- Monstercat Uncaged Vol. 6 (2019) Архивная копия от 16 марта 2021 на Wayback Machine
- Monstercat Uncaged Vol. 7 (2019) Архивная копия от 7 ноября 2020 на Wayback Machine
- Monstercat Uncaged Vol. 8 (2020) Архивная копия от 16 марта 2021 на Wayback Machine
- Monstercat Uncaged Vol. 9 (2020) Архивная копия от 16 марта 2021 на Wayback Machine
- Monstercat Uncaged Vol. 10 (2020) Архивная копия от 28 января 2021 на Wayback Machine
- Monstercat Uncaged Vol. 11 (2021) Архивная копия от 30 октября 2021 на Wayback Machine

#### Серия подборок Instinct
- Monstercat Instinct Vol. 1 (2018) Архивная копия от 9 ноября 2020 на Wayback Machine
- Monstercat Instinct Vol. 2 (2018) Архивная копия от 12 ноября 2020 на Wayback Machine
- Monstercat Instinct Vol. 3 (2019) Архивная копия от 8 ноября 2020 на Wayback Machine
- Monstercat Instinct Vol. 4 (2019) Архивная копия от 11 ноября 2020 на Wayback Machine
- Monstercat Instinct Vol. 5 (2020) Архивная копия от 13 июня 2020 на Wayback Machine
- Monstercat Instinct Vol. 6 (2020) Архивная копия от 16 марта 2021 на Wayback Machine
- Monstercat Instinct Vol. 7 (2021) Архивная копия от 30 октября 2021 на Wayback Machine

### Серия «Rocket League x Monstercat»
- Rocket League x Monstercat Vol. 1 (2017) Архивная копия от 2 ноября 2020 на Wayback Machine
- Rocket League x Monstercat Vol. 2 (2018) Архивная копия от 9 ноября 2020 на Wayback Machine
- Rocket League x Monstercat Vol. 3 (2018) Архивная копия от 9 ноября 2020 на Wayback Machine
- Rocket League x Monstercat Vol. 4 (2018) Архивная копия от 9 ноября 2020 на Wayback Machine
- Rocket League x Monstercat Vol. 5 (2018) Архивная копия от 11 ноября 2020 на Wayback Machine
- Rocket League x Monstercat - Legacy (2020) Архивная копия от 16 марта 2021 на Wayback Machine

### Подборки «Лучшее за год»
- Monstercat – Best of 2011 (2011) Архивная копия от 16 марта 2021 на Wayback Machine
- Monstercat – Best of 2012 (2012) Архивная копия от 16 марта 2021 на Wayback Machine
- Monstercat – Best of 2013 (2013) Архивная копия от 16 марта 2021 на Wayback Machine
- Monstercat – Best of 2014 (2015) Архивная копия от 16 марта 2021 на Wayback Machine
- Monstercat – Best of 2015 (2016) Архивная копия от 16 марта 2021 на Wayback Machine
- Monstercat – Best of 2016 (2016) Архивная копия от 16 марта 2021 на Wayback Machine
- Monstercat – Best of 2017 (2017) Архивная копия от 16 марта 2021 на Wayback Machine
- Monstercat – Best of 2018 (2018) Архивная копия от 16 марта 2021 на Wayback Machine
- Monstercat – Best of 2019 (2020) Архивная копия от 16 марта 2021 на Wayback Machine
- Monstercat – Best of 2020 (2020) Архивная копия от 16 марта 2021 на Wayback Machine
- Monstercat – Best of 2021 (2021) Архивная копия от 13 февраля 2022 на Wayback Machine
- Monstercat – Best of 2022 (2022) Архивная копия от 23 июля 2023 на Wayback Machine

### Остальные подборки
- Spotlight Compilation Vol. 1 (2013)
- Monstercat 3 Year Anniversary (2014) Архивная копия от 16 марта 2021 на Wayback Machine
- Monstercat 5 Year Anniversary (2016) Архивная копия от 16 марта 2021 на Wayback Machine
- Monstercat 8 Year Anniversary (2019) Архивная копия от 16 марта 2021 на Wayback Machine
- Monstercat 9 Year Anniversary (2020) Архивная копия от 20 октября 2020 на Wayback Machine
- Monstercat 10 Year Anniversary (2021) Архивная копия от 30 октября 2021 на Wayback Machine

## Награды и номинации
| Год  | Организация       | Категория                 | Результат |
| ---- | ----------------- | ------------------------- | --------- |
| 2017 | EDM Sauce         | Лучший Лейбл звукозаписи  | Победа    |
| 2017 | DJ Mag            | Прорыв года               | Победа    |
| 2017 | Dancing Astronaut | Лейбл года                | Победа    |
| 2017 | Billboard         | Лучший танцевальный лейбл | Номинация |